# جون بينيت (لاعب كرة قدم أسترالية)
جون بينيت (بالإنجليزية: John Bennett)‏ هو لاعب كرة قدم أسترالية أسترالي، ولد في 5 أكتوبر 1960.

## وصلات خارجية
- جون بينيت على موقع AustralianFootball.com (الإنجليزية)
- جون بينيت على موقع AFLtables.com (الإنجليزية)